# Vrbica (Kočansko)
Vrbica (makedonsky: Врбица) je vesnice v Severní Makedonii. Nachází se v opštině Češinovo-Obleševo ve Východním regionu.

## Geografie
Vesnice se nachází v údolí Kočanska kotlina, západně od města Kočani. Leží v nadmořské výšce 390 metrů.

## Historie
Na konci 19. století byla vesnice součástí Osmanské říše. Podle bulharského etnografa a spisovatele Vasila Kančova žilo ve vesnici v roce 1900 celkem 100 Makedonců. Ve vesnici převládala křesťanská víra.

## Demografie
Podle sčítání lidu z roku 2002 žije ve vesnici 12 obyvatel. Deset z nich se hlásí k makedonské národnosti, dva k valašské.
| Rok          | 1900 | 1905 | 1948 | 1953 | 1961 | 1971 | 1981 | 1991 | 1994 | 2002 |
| ------------ | ---- | ---- | ---- | ---- | ---- | ---- | ---- | ---- | ---- | ---- |
| Obyvatelstvo | 100  | 232  | 278  | 219  | 213  | 137  | 48   | 20   | 19   | 12   |